# Șerbești (okręg Bacău)
Șerbești – wieś w Rumunii, w okręgu Bacău, w gminie Săucești. W 2011 roku liczyła 583 mieszkańców.